# Günter Rimkus
Günter Rimkus (* 22. Dezember 1928 in Stallupönen, Ostpreußen; † 29. September 2015) war ein deutscher Dramaturg und von 1984 bis 1991 Intendant der Deutschen Staatsoper Berlin.

## Leben
Günter Rimkus studierte von 1947 bis 1953 Vokalmusik an der Hochschule für Musik Franz Liszt Weimar. Nach der Abschlussprüfung erhielt er die Stelle eines Dramaturgen an der Deutschen Staatsoper Berlin. 1970 wurde er dort zum stellvertretenden Intendanten für künstlerische Fragen berufen und leitete als Nachfolger von Hans Pischner das Haus von 1984 bis 1991. Während seiner ganzen Tätigkeit im Admiralspalast wie Unter den Linden hatte er wesentlichen Einfluss auf das hohe künstlerische Ansehen des Instituts. So organisierte er maßgeblich die Neustrukturierung von Oper- und Ballettensemble sowie des Chores und der Staatskapelle nach dem Mauerbau 1961 und sicherte so die Spielfähigkeit des Hauses. Die Berliner Musikhochschule Hanns Eisler berief ihn zum Professor für Operndramaturgie.
Während seiner Intendanz förderte er besonders den Nachwuchs und verjüngte damit deutlich das Ensemble. Er holte heutige Weltstars wie René Pape und Roman Trekel unmittelbar von den Hochschulen ins Ensemble. Seine Spielplanpolitik setzte die traditionelle Förderung zeitgenössischen Schaffens fort. So wurden unter anderem Büchner von Friedrich Schenker, Gastmahl von Georg Katzer sowie Graf Mirabeau von Siegfried Matthus uraufgeführt. Zu den Erstaufführungen zählten Schostakowitschs Das Märchen vom Popen und seinem Knecht Balda, Schönbergs Moses und Aron und Victor Ullmanns Der Kaiser von Atlantis. Erfolgreich erweiterte er auch das Repertoire durch selten gespielte Werke wie Verdis Sizilianische Vesper, Webers Euryanthe, Goethe/Reichardts Erwin und Elmire, Meyerbeers Afrikanerin oder Hindemiths Neues vom Tage. Während der Rekonstruktion der Lindenoper Mitte der 1980er Jahre setzte er sich entschieden für das Wiederanbringen der Giebelinschrift FRIDERICUS REX APOLLINI ET MUSIS ein, die beim Wiederaufbau 1955 durch DEUTSCHE STAATSOPER ersetzt worden war, was damals zu Erich Kleibers Vertragsbruch mit der Lindenoper geführt hatte.
Als freier Mitarbeiter für Rundfunk, Fernsehen und Schallplatte machte er sich um die Popularisierung der klassischen und modernen Musik sehr verdient. Als Publizist wirkte er in in- wie ausländischen Fachzeitschriften. Unter seiner Intendanz weitete sich die Zahl der Gastspielreisen durch Europa und nach Fernost wesentlich aus. Von 1976 bis 1990 war er mit dem Mandat des Kulturbundes der DDR Mitglied der Berliner Stadtverordnetenversammlung. Im November 1985 wurde er auf dem V. Kongress des Verbandes der Theaterschaffenden in der DDR zum Vizepräsidenten des Verbandes gewählt.
Günter Rimkus war mit der Primaballerina Monika Lubitz verheiratet und Vater einer Tochter. Günter Rimkus starb am 29. September 2015 im Alter von 86 Jahren.

## Auszeichnungen
- 1973 Orden Banner der Arbeit
- 1979 Vaterländischer Verdienstorden in Bronze und 1988 in Silber

## Literatur

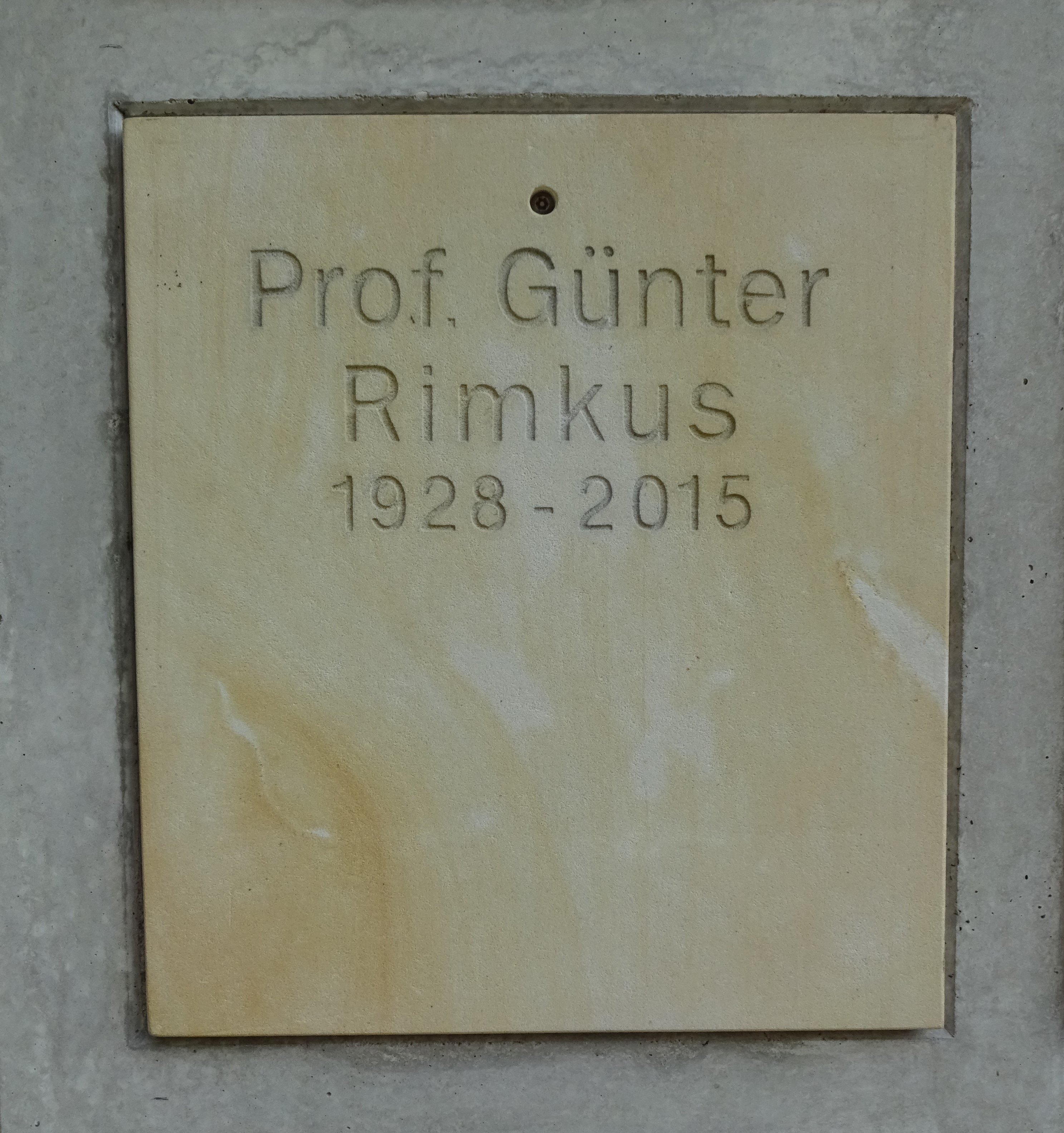
Urnengrab auf dem Dorotheenstädtischen Friedhof in Berlin